# Betul (Stadt)
Betul (alter Name Badnur) ist eine Großstadt mit ca. 125.000 Einwohnern im Süden des indischen Bundesstaats Madhya Pradesh. Die Stadt ist das Verwaltungszentrum des gleichnamigen Distrikts, hat den Status eines Municipal Council und ist in 34 Wards gegliedert.

## Lage und Klima
Betul liegt am Rand des Satpura-Gebirges nahe dem geografischen Zentrum Indiens, welches im Dorf Barsali mit einem Stein markiert ist, in einer Höhe von ca. 660 m; die Millionenstadt Bhopal befindet sich ca. 180 km (Fahrtstrecke) nördlich. Der Satpura-Nationalpark ist nur etwa 50 km entfernt. Das Klima ist überwiegend warm; Regen (ca. 1200 mm/Jahr) fällt überwiegend in den Monsunmonaten Juni bis Oktober.

## Bevölkerung
| Jahr      | 1991   | 2001   | 2011    |
| Einwohner | 63.534 | 83.524 | 103.330 |

Betul hat den für Indien üblichen Männerüberschuss von etwa 5 %. Die Alphabetisierungsrate lag im Jahr 2011 bei 89,3 % und damit deutlich über dem regionalen und nationalen Durchschnitt. Knapp 85 % der Bevölkerung sind Hindus, ca. 12 % sind Muslime und ca. 3 % gehören einer anderen oder keiner Religion an. Gesprochen wird zumeist Hindi.

## Wirtschaft
Unter britischer Herrschaft wurde in der Umgebung von Betul im Tagebau Kohle abgebaut. Anfang der 1950er Jahre wurde Betul an die Strecke Delhi–Chennai des indischen Schienennetzes angeschlossen. Es dient jetzt als Knotenpunkt und bietet den einzigen Zugang zum Distrikt Chindwara auf einem Breitspurgleis.

## Geschichte
Betul war vom Mittelalter bis in die frühe Neuzeit Bestandteil des Gond-Königreiches Kherla. Vom frühen 19. Jahrhundert bis zur Unabhängigkeit Indiens (1947) stand die Gegend unter britischer Kontrolle.

## Sehenswürdigkeiten
Die Stadt hat keinerlei historische Sehenswürdigkeiten. Der dem Hindu-Gottheit Venkatesvara, einer Erscheinungsform Vishnus geweihte Balajipuram-Tempel entstand erst im ausgehenden 20. Jahrhundert und befindet sich etwa 7 km südöstlich der Stadt.

## Söhne und Töchter der Stadt
- Muhammad Hidayatullah (1905–1992), Präsident der Republik Indien